# Severus Gastorius
Severus Gastorius (latinisiert aus Ernst Bauchspieß; * 1646 in Oettern; begraben am 8. Mai 1682 in Jena) war ein deutscher Kantor und Komponist.

## Leben
Nach dem Besuch der Lateinschule in Weimar, an der sein Vater Johann ab 1647 als Lehrer tätig war, studierte Gastorius ab 1667 an der Universität Jena. 1670 wurde er Vertreter des Jenaer Kantors Andreas Zöll, dem er 1677 im Amt nachfolgte. Zuvor hatte er 1671 Zölls Tochter Barbara Catharina (*  1655) geheiratet.

## Werke
Gastorius war mit Samuel Rodigast, damals Adjunkt an der Universität Jena, befreundet. 1675, während einer schweren Erkrankung von Gastorius, soll Rodigast, um ihm Trost zuzusprechen bzw. als Lied für die Beerdigung, den Text zu Was Gott tut, das ist wohlgetan geschrieben haben. Gastorius selbst soll die Melodie komponiert haben; beides ist jedoch in der Forschung umstritten. Gedruckt wurde der Text erstmals 1676 in einem hannoverschen Gesangbuch. Das Lied wurde von Johann Sebastian Bach in verschiedenen Kantaten benutzt (u. a. BWV 98, BWV 99, BWV 100). Es ist auch in den aktuellen Gesangbüchern im deutschen Sprachraum enthalten (EG 372, GL 416).
Von Gastorius sind auch Trauermotetten überliefert, unter anderem für die Beerdigung des Medizinprofessors Johann Arnold Friderici 1672.